# 7.º distrito congresional de Arizona
El 7.º distrito congresional de Arizona es un distrito congresional que elige a un representante para la Cámara de Representantes de los Estados Unidos por el estado de Arizona. Según la Oficina del Censo, en 2011 el distrito tenía una población de 842 822 habitantes. Actualmente, el distrito está representado por el demócrata Ruben Gallego.

## Geografía
El 7.º distrito congresional se encuentra ubicado en las coordenadas 33°25′40″N 112°7′8″O / 33.42778, -112.11889.

## Demografía
Según la Oficina del Censo de los Estados Unidos, en 2011 había 842 822 personas residiendo en el 7.º distrito congresional. De los 842 822 habitantes, el distrito estaba compuesto por 608 615 (72.2%) blancos; de esos, 590 638 (70.1%) eran blancos no latinos o hispanos. Además 33 656 (4%) eran afroamericanos o negros, 47 244 (5.6%) eran nativos de Alaska o amerindios, 15 173 (1.8%) eran asiáticos, 1 099 (0.1%) eran nativos de Hawái o isleños del Pacífico, 133 197 (15.8%) eran de otras razas y 21 815 (2.6%) pertenecían a dos o más razas. Del total de la población 470 670 (55.8%) eran hispanos o latinos de cualquier raza; 441 254 (52.4%) eran de ascendencia mexicana, 4 673 (0.6%) puertorriqueña y 1 466 (0.2%) cubana. Además del inglés, 4 517 (44.2%) personas mayor a cinco años de edad hablaban español perfectamente.
El número total de hogares en el distrito era de 282 404, y el 70.4% eran familias en la cual el 35.7 tenían menores de 18 años de edad viviendo con ellos. De todas las familias viviendo en el distrito, solamente el 48% eran matrimonios. Del total de hogares en el distrito, el 7.1 eran parejas que no estaban casadas, mientras que el 0.5% eran parejas del mismo sexo. El promedio de personas por hogar era de 2.89. 
En 2011 los ingresos medios por hogar en el distrito congresional eran de US$35 657, y los ingresos medios por familia eran de US$53 051. Los hogares que no formaban una familia tenían unos ingresos de US$84 199. El salario promedio de tiempo completo para los hombres era de US$35 406 frente a los US$28 045 para las mujeres. La renta per cápita para el distrito era de US$16 436. Alrededor del 21.7% de la población estaban por debajo del umbral de pobreza.